# Foz da Sertã
Foz da Sertã é o local da freguesia de Cernache do Bonjardim no Município da Sertã onde desagua a ribeira da Sertã no rio Zêzere. Em tempos (final do século XIX) iniciou-se no local uma exploração de água mineral muito apreciada pelas suas características medicinais. Mais tarde foi construído um hotel termal e uma fábrica de engarrafar água. O local encontra-se presentemente abandonado há largos anos em estado de degradação, apesar do local ser muito agradável para fins de lazer.